# チャールズ・エヴァンズ・ヒューズ
チャールズ・エヴァンズ・ヒューズ（Charles Evans Hughes Sr., 1862年4月11日 - 1948年8月27日）は、アメリカ合衆国の政治家、法律家。
ニューヨーク州知事（1907年 - 1910年）、ハーディング、クーリッジ政権の国務長官（1921年 - 1925年）、連邦最高裁判所長官（1930年 - 1941年）。1916年の共和党大統領候補。1881年ブラウン大学を同期最年少（19歳）かつ2番で卒業、1884年コロンビア大学法科大学院をトップクラスの成績で修了。コーネル大学ロースクール教授を務めた（1891年 - 1893年）。

## 生い立ち
チャールズ・エヴァンズ・ヒューズは1862年4月11日にニューヨーク州グレンズフォールズで生まれる。一家は1859年にニューヨークに移り住んだ。母親はヒューズを私立学校に入学させる。彼は北部バプテスト教会、メインライン・プロテスタントで活発に活動した。
ヒューズはマディソン大学（現在のコルゲート大学）に入学し、デルタ・ウプシロンのメンバーとなる。その後ブラウン大学に転籍し、デルタ・ウプシロンの活動を続け、1881年に19歳というクラス最年少で卒業した。1882年にコロンビア大学法科大学院に入学、1884年に首席で修了する。
1885年に彼はアントワネット・カーターに出会う。カーターは彼が勤務した法律事務所の所長の娘であり、2人は1888年に結婚した。夫妻は1人の息子、チャールズ・エヴァンズ・ヒューズ・ジュニアと3人の娘をもうけた。娘の1人、エリザベス・ヒューズ・ゴセットは世界で初めてインスリンの注射を接種された人物であり、後には最高裁歴史協会の代表を務めた。
1891年、ヒューズはコーネル大学ロースクールの教授に就任し弁護士の業務から離れたが、1893年には元いたニューヨークの法律事務所に復帰した。彼は弁護士業を行うと同時に、ニューヨーク・ロースクールで教鞭を執った。当時同校ではウッドロウ・ウィルソンも教鞭を執っていた。1905年、ヒューズはニューヨーク州立法府公益企業評価委員会の委員に指名された。彼は汚職を発見し、それによってニューヨークのガス料金は値下げされることとなった。その結果、彼はニューヨークで保険業界の調査を任命された。
1922年にはワシントン海軍軍縮条約に国務長官として締結した。
昭和天皇は戦後この軍縮条約が日本を追い込んだと否定的に捉え、条約締結時の国務長官のヒューズの名前を挙げ、「春秋の筆法なればHuphes（ヒューズ）国務長官がパールハーバーの奇襲をしたともいへる」と宮内庁長官の田島道治に述べており、田島は「此御部屋の中だけの御話でございます」と嗜めている。

## 州知事
ヒューズは1907年から1910年までニューヨーク州知事を務める。彼は1906年の選挙でウィリアム・ランドルフ・ハーストを破り、州全体における唯一の共和党候補の当選者であった。1908年、ウィリアム・ハワード・タフトから副大統領候補の要請を受けたが、彼は再び州知事に立候補するためそれを断った。

## 参照
1. ↑  “Federal Judicial Center: Charles Evans Hughes”. (2009年12月12日) 2009年12月12日閲覧。 {{cite news}}: 不明な引数|coauthors=が空白で指定されています。 (説明)⚠
2. ↑  Elizabeth Hughes: Fifty-eight years on animal-insulin  Archived 2007年10月20日, at the Wayback Machine.
3. ↑  繰り返し戦争を回顧 後悔語る｜昭和天皇「拝謁記」 戦争への悔恨｜NHK NEWS WEBNHK NEWS WEB
4. ↑  “「この部屋の中だけのお話でございます」昭和天皇の“過激な一言”…秘録に残る“戦争の悔恨”と“多くの人々への批判””.   文春. 2023年8月20日閲覧。